# ماريا لوسيا فرنانديز
ماريا لوسيا فرنانديز (بالإسبانية: María Lucía Fernández)‏ هي عارضة ومذيعة أخبار وصحفية كولومبية، ولدت في 14 أكتوبر 1962 في بوغوتا في كولومبيا.